# Магаджанапада
Магаджанапада (महाजनपद, Mahā-janapadas; «великі країни») — загальна назва шістнадцяти держав на півночі й північному сході Індії VI — V століття до н. е. Згадуються в буддистських і джайністських джерелах. Постійно перебували у стані війни одна з одною.
1. Аванті
2. Анґа
3. Ашмака (Ассака)
4. Вадджі (Вріджі)
5. Ватса (Вамса)
6. Гандгара
7. Камбоджа
8. Каші
9. Кошала
10. Куру
11. Маґадга
12. Малла
13. Матсья (Маччха)
14. Панчала
15. Чеді
16. Шурасена